# Architectonisch beton

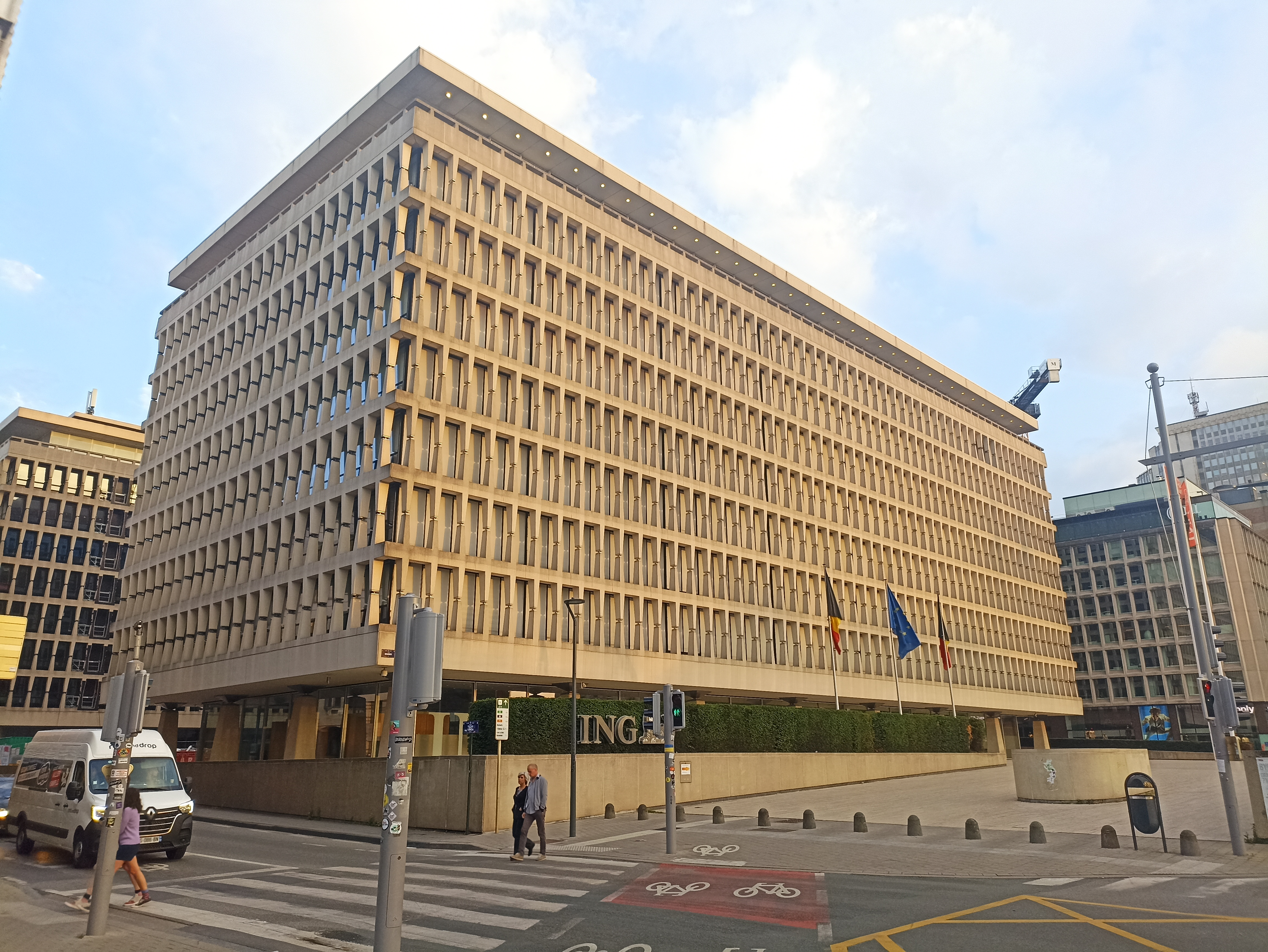
Het Groupe Bruxelles Lambert gebouw, gebouwd door Gordon Bunshaft in 1965

Architectonisch beton is een techniek waarbij schokbeton wordt gebruikt als gevel van een gebouw. Hierdoor krijgt het een dragende en esthetische functie. Het is een stijl die kenmerkend is voor architectuur uit de jaren 50-60.

## Werkwijze
Schokbeton wordt gefabriceerd uit een mengsel van cement, zand of grint met een beperkte hoeveelheid water. Dit mengsel wordt aan de hand van trilapparatuur verdicht. Het beton wordt in mallen van hout, metaal of kunststof gegoten om de juiste vorm te bekomen. Grote stukken beton kunnen op voorhand worden gegoten in een fabriek, dit noemt men prefabricage. Deze grote bouwmaterialen brengen wel praktische moeilijkheden met zich mee; de stukken moeten vervoert en geplaatst worden. 

## Geschiedenis
In de jaren 20 werd schokbeton geïntroduceerd door Le Corbusier. Schokbeton is een techniek die vanaf de jaren 20 zeer frequent werd gebruikt. Het was populair wegens zijn lagere kostprijs, een hogere uitvoeringssnelheid, een grotere precisie en kwaliteit. Aanvankelijk werd schokbeton gebruikt voor vlakke elementen zoals platen en balken om stevigheid te bieden aan een constructie. In 1958 wordt het eerste gebouw met architectonisch beton in België gebouwd, het Foncolin-kantoor. Dit gebouw werd ontworpen door André Jacqmain & Jules Wabbes. Hierna worden er meerdere gebouwen op deze manier gebouwd. Het zijn ondertussen vaak oude gebouwen die aan renovatie toe zijn, een uitdaging voor de ingenieur-architecten van deze tijd. 

## Voorbeelden
- Ambassade van de Verenigde Staten in Dublin (Ierland, 1964)
- Groupe Bruxelles Lambert (Brussel, 1964)
- het ondertussen gesloopte Foncolin-kantoorgebouw (Brussel, 1958)
- CBR hoofdzetel (Watermaal-Bosvoorde, 1970